# Волховська ГЕС
Волховська ГЕС — гідроелектростанція на річці Волхов у Ленінградській області, в місті Волхов. Одна з найстаріших діючих ГЕС Росії. Історичний пам'ятник науки і техніки.

## Загальні відомості
Будівництво ГЕС розпочалося в 1921 році, закінчилося в 1927 році. Є русловою низьконапірною електростанцію.
Склад споруд ГЕС:
- Водоскидна бетонна гребля завдовжки 212 м;
- Рибохідна споруда;
- Будівля ГЕС завдовжки 140 м;
- Однонитковий однокамерний судноплавний шлюз із каналом, що підводить та відводить;
- Водоскид;
- Льодозахисна стінка завдовжки 256 м.

Потужність ГЕС — 86 МВт (спочатку 58 МВт), середньорічне вироблення — 347 млн кВт·год (у 2003 році — 403 млн кВт·год). У будівлі ГЕС встановлено 10 радіально-осьових гідроагрегатів, що працюють при розрахунковому напорі 11 м: 4 гідроагрегати потужністю по 12 МВт виробництва ВАТ «Силові машини», 4 гідроагрегати шведського виробництва потужністю по 9 МВт, 2 гідроагрегати потужністю по 1 МВт. Устаткування ГЕС, за винятком нових гідроагрегатів потужністю 12 МВт, працює понад 80 років і потребує заміни. Напірні споруди ГЕС (довжина напірного фронту 450 м) утворюють Волховське водосховище площею 667 км², повною та корисною ємністю 36 і 24,36 млн м.
При створенні водосховища було затоплено 10 тис. га сільгоспугідь.
Волховська ГЕС спроєктована інститутом «Ленгідропроект».